# TSG Neustrelitz
Die TSG Neustrelitz ist ein Sportverein aus Neustrelitz im deutschen Bundesland Mecklenburg-Vorpommern. Der Verein hatte 2024 rund 500 Mitglieder. Ihm stehen die städtischen Sportstätten wie das 7000 Zuschauer fassende Parkstadion Neustrelitz zur Verfügung. Die TSG war Meister der Regionalliga Nordost in der Saison 2013/14.

## Vereinsentwicklung

Historisches Logo der BSG MR Neustrelitz

Historisches Logo der TSG

Bereits 1919 wurde ein Neustrelitzer Fußball-Club gegründet, der nach einiger Zeit weitere Sportarten anbot und sich daraufhin in Neustrelitzer Sportverein umbenannte. 1924 löste sich der Verein auf, woraufhin die Fußballer den Ballspiel-Verein 1919 Neustrelitz gründeten. 1925 entstand der SV Viktoria Neustrelitz als weiterer Club der Stadt, der bald mit dem BV fusionierte. 1931 erfolgte mit Corso Strelitz eine weitere Fusion zur Sportgemeinschaft Corso Viktoria Neustrelitz. Der Verein wurde 1945 nach Ende des Zweiten Weltkriegs verboten und Ende desselben Jahres aufgelöst.
Zur Weiterführung des Sportbetriebs wurde die Gründung einer lose organisierten Sportgemeinschaft als SG Neustrelitz gestattet, die zunächst auf eng begrenzter lokaler Ebene in verschiedenen Sportarten Wettkämpfe veranstalten durfte. Nach der Neuorganisation des ostdeutschen Sportwesens ab 1948 in Betriebssportgemeinschaften gründeten die Neustrelitzer Handelsbetriebe 1950 durch Übernahme der bisherigen SG die BSG Konsum Neustrelitz. Diese bot ein weites Spektrum von Sportarten an, von denen die Fußballsektion DDR-weit auf sich aufmerksamen machte. Nach der Gründung der zentralen Sportvereinigung Empor für den Bereich Handel und Versorgung 1951 erhielt die BSG den Namen Empor Süd Neustrelitz, später nannte sie sich nur noch Empor Neustrelitz. 1971 übernahm der Betrieb Maschinelles Rechnen die Trägerschaft, die daraufhin als BSG MR Neustrelitz auftrat. 1972 scheiterten Bemühungen zur Fusion mit der BSG Lokomotive Neustrelitz. 1975 übernahmen weitere Betriebe die Trägerschaft, sodass aus der Betriebssportgemeinschaft die Turn- und Sportgemeinschaft Neustrelitz wurde.
Als nach den wirtschaftlichen Veränderungen aufgrund der politischen Wende von 1989 das System der bisherigen Sportträgerschaft nicht mehr weitergeführt werden konnte, nahm die TSG 1990 den Status eines eingetragenen Vereins an, der hauptsächlich durch Sponsoring und öffentliche Förderung unterhalten wird. Acht Unternehmen gründen daher 1993 den Club Strelitzia Sport & Wirtschaft e. V., der in den folgenden Jahren zur maßgeblichen Unterstützung der TSG Neustrelitz wurde und 1997 bereits auf 30 Unternehmen angewachsen war.
Im Juli 2022 wählte der Verein mit Nico Manke einen neuen Vereinspräsidenten, der das Amt im August antrat. Sein Vorgänger Hauke Runge hatte den Klub 20 Jahre geführt. Vor Runge bekleideten Elmar Schaubs und davor Michael Kautz das Amt.

## Entwicklung des Fußballsports

### DDR-Fußball
Obwohl bereits 1919 ein Fußballclub in Neustrelitz bestand, kam der Fußball in der Stadt bis in die 1950er Jahre nie über lokale Bedeutung hinaus. Als 1952 die drittklassige Bezirksliga Neubrandenburg gegründet wurde, gehörte die BSG Empor Neustrelitz zu den zehn Gründungsgemeinschaften. Bis 1957 belegten die Neustrelitzer mehr oder weniger gute Mittelfeldplätze. Als 1958 die inzwischen viertklassige Bezirksliga in zwei Gruppen aufgeteilt wurde, errang die BSG Empor den Staffelsieg in ihrer Gruppe, gewann in drei Endspielen gegen Lok Anklam die Bezirksmeisterschaft und qualifizierte sich damit für die II. DDR-Liga. Dort konnten sich die Mecklenburger jedoch nur eine Saison lang halten und spielten ab 1960 wieder in der Bezirksliga. 1963 gewann Neustrelitz das Endspiel um die Bezirksmeisterschaft mit einem 5:0-Sieg über die ASG Vorwärts Löcknitz und gewann auch die Aufstiegsrunde zur DDR-Liga gegen Fortuna Biesdorf. Der Bezirksmeistertitel wurde Empor Neustrelitz jedoch aberkannt, weil der nicht spielberechtigte Max Landgraf zum Einsatz kam. Die Mannschaft verblieb daraufhin in der Bezirksliga. Ein Jahr später erkämpfte sich Empor die Bezirksmeisterschaft regulär mit 1:1 und 6:1 gegen Lok Anklam und gewann anschließend die Aufstiegsrunde zur zweitklassigen DDR-Liga. Obwohl mit dem späteren Oberligaspieler Joachim Ernst, dem vom Oberligaaufsteiger SC Neubrandenburg gekommenen Guineer Chérif Souleymane und dem sowjetischen Gastspieler Genadij Petrow antretend, konnte sich Empor Neustrelitz nicht in der DDR-Liga halten, und stieg nach einem Jahr wieder in die Bezirksliga ab. Trotz weiterer zwei Bezirksmeisterschaften 1967 und 1968 verblieben die Neustrelitzer bis 1976 in der Bezirksliga. Erst im Sommer 1976 gelang der BSG MR Neustrelitz nach der fünften Bezirksmeisterschaft der erneute und nunmehr direkte Aufstieg in die DDR-Liga. Doch auch im zweiten Anlauf reichte es nicht für den Klassenerhalt. Anschließend pendelte die TSG Neustrelitz bis 1982 zwischen Bezirks- und DDR-Liga, ehe die Mannschaft 1982 endgültig für den Rest des DDR-Fußballspielbetriebes in die Bezirksliga abstieg. Die letzte DDR-Bezirksligasaison beendete die TSG Neustrelitz auf Rang drei.
In ihren DDR-Liga-Jahren 1978/79, 1979/80 und 1981/82 erregte die TSG Neustrelitz, deren Spielstätte damals „Stadion der Deutsch-Sowjetischen Freundschaft“ hieß, Aufsehen mit ihren zahlreichen sowjetischen Gastspielern. Dies war im DDR-Fußball äußerst unüblich und begründete sich in der Vielzahl in und um Neustrelitz stationierter Sowjetsoldaten. Größere Bekanntheit erlangten bis 1964 die Spieler Genadji Petrow aus der Sowjetunion und der „Pele“ genannte Souleymane Cheref aus Guinea. Auch in der Aufsteigermannschaft von 1976 spielten fünf Sowjetsoldaten.
Im Wettbewerb um den DDR-Fußballpokal spielten die Neustrelitzer BSG’n 13-mal mit. Am weitesten kam die BSG Empor 1963/64, als sie bis in das Achtelfinale vorstieß. Dort unterlagen die Neustrelitzer dem DDR-Meister SC Motor Jena im eigenen Stadion nur knapp mit 1:2.

### Bilanz im DDR-Fußball
| Saison  | Liga                                  | Ebene | Platz | Tore   | Punkte | Anmerkung      |
| 1952/53 | Bezirksliga Neubrandenburg            | 3     | 07.   | 35:42  | 17:19  |                |
| 1953/54 | Bezirksliga Neubrandenburg            | 3     | 04.   | 46:48  | 22:22  |                |
| 1954/55 | Bezirksliga Neubrandenburg            | 3     | 05.   | 56:47  | 24:20  |                |
| 1955    | Bezirksliga Neubrandenburg            | 4     | 07.   | 22:20  | 13:15  | Übergangsrunde |
| 1956    | Bezirksliga Neubrandenburg            | 4     | 09.   | 38:56  | 24:32  |                |
| 1957    | Bezirksliga Neubrandenburg            | 4     | 05.   | 58:43  | 30:22  |                |
| 1958    | Bezirksliga Neubrandenburg (Gruppe 1) | 4     | 01.   | 68:23  | 28:8   | Aufstieg ▲     |
| 1959    | 2. DDR-Liga                           | 3     | 12.   | 35:31  | 22:30  | Abstieg ▼      |
| 1960    | Bezirksliga Neubrandenburg (Gruppe 2) | 4     | 02.   | 61:21  | 28:8   |                |
| 1961/62 | Bezirksliga Neubrandenburg (Gruppe 2) | 4     | 02.   | 88:47  | 49:23  | Übergangsrunde |
| 1962/63 | Bezirksliga Neubrandenburg (Gruppe 2) | 4     | 01.   | 68:21  | 34:10  |                |
| 1963/64 | Bezirksliga Neubrandenburg (Gruppe 2) | 3     | 01.   | 125:19 | 42:2   | Aufstieg ▲     |
| 1964/65 | DDR-Liga (Staffel Nord)               | 2     | 14.   | 44:57  | 24:36  | Abstieg ▼      |
| 1965/66 | Bezirksliga Neubrandenburg            | 3     | 02.   | 94:24  | 47:13  |                |
| 1966/67 | Bezirksliga Neubrandenburg            | 3     | 01.   | 45:15  | 39:13  |                |
| 1967/68 | Bezirksliga Neubrandenburg            | 3     | 01.   | 81:29  | 40:12  |                |
| 1968/69 | Bezirksliga Neubrandenburg            | 3     | 03.   | 59:42  | 30:22  |                |
| 1969/70 | Bezirksliga Neubrandenburg            | 3     | 11.   | 40:58  | 19:33  |                |
| 1970/71 | Bezirksliga Neubrandenburg            | 3     | 05.   | 43:40  | 29:23  |                |
| 1971/72 | Bezirksliga Neubrandenburg            | 3     | 04.   | 45:41  | 29:23  |                |
| 1972/73 | Bezirksliga Neubrandenburg            | 3     | 06.   | 50:37  | 28:24  |                |
| 1973/74 | Bezirksliga Neubrandenburg            | 3     | 11.   | 49:51  | 22:30  |                |
| 1974/75 | Bezirksliga Neubrandenburg            | 3     | 02.   | 60:40  | 33:19  |                |
| 1975/76 | Bezirksliga Neubrandenburg            | 3     | 01.   | 69:29  | 37:15  | Aufstieg ▲     |
| 1976/77 | DDR-Liga (Staffel B)                  | 2     | 10.   | 23:42  | 17:27  | Abstieg ▼      |
| 1977/78 | Bezirksliga Neubrandenburg            | 3     | 01.   | 86:17  | 48:4   | Aufstieg ▲     |
| 1978/79 | DDR-Liga (Staffel B)                  | 2     | 08.   | 28:29  | 20:24  |                |
| 1979/80 | DDR-Liga (Staffel B)                  | 2     | 12.   | 16:29  | 15:29  | Abstieg ▼      |
| 1980/81 | Bezirksliga Neubrandenburg            | 3     | 01.   | 62:29  | 38:14  | Aufstieg ▲     |
| 1981/82 | DDR-Liga (Staffel A)                  | 2     | 12.   | 16:59  | 5:39   | Abstieg ▼      |
| 1982/83 | Bezirksliga Neubrandenburg            | 3     | 06.   | 52:40  | 29:23  |                |
| 1983/84 | Bezirksliga Neubrandenburg            | 3     | 05.   | 56:36  | 35:25  |                |
| 1984/85 | Bezirksliga Neubrandenburg            | 3     | 04.   | 57:39  | 36:24  |                |
| 1985/86 | Bezirksliga Neubrandenburg            | 3     | 02.   | 71:22  | 44:16  |                |
| 1986/87 | Bezirksliga Neubrandenburg            | 3     | 05.   | 76:39  | 37:23  |                |
| 1987/88 | Bezirksliga Neubrandenburg            | 3     | 01.   | 81:38  | 46:14  |                |
| 1988/89 | Bezirksliga Neubrandenburg            | 3     | 05.   | 60:51  | 37:23  |                |
| 1989/90 | Bezirksliga Neubrandenburg            | 3     | 03.   | 65:31  | 39:17  |                |
| 1990/91 | Bezirksliga Neubrandenburg            | 3     | 01.   | 74:24  | 44:12  | Aufstieg ▲     |

- Von 1952 bis 1971 als BSG Empor Neustrelitz
- Von 1971 bis 1976 als BSG Maschinelles Rechnen Neustrelitz
- Ab 1976 als TSG Neustrelitz

### Fußball ab 1991
1991 stieg die TSG Neustrelitz in die damals viertklassige Verbandsliga Mecklenburg-Vorpommern auf. Nach dem Abstieg musste 1995/96 in der Landesliga gespielt werden. Danach gelang der TSG der Durchmarsch über die Verbandsliga in die nun viertklassige Oberliga Nordost. Dort konnte sich die Mannschaft bis zum Jahr 2000 halten. 2002 gelang die Rückkehr in die Oberliga, seit 2008 fünfte Liga. 2012 stieg die TSG in die neue Regionalliga Nordost auf.
In den Jahren 2007, 2008 und 2013 gewann die TSG Neustrelitz den Mecklenburg-Vorpommern-Pokal und qualifizierte sich damit für die erste Hauptrunde des DFB-Pokals. Dort unterlag man 2007 dem Karlsruher SC mit 0:2 nach Verlängerung, 2008 dem TSV 1860 München mit 0:2 sowie 2013 dem Bundesligisten SC Freiburg ebenfalls mit 0:2 nach Verlängerung.

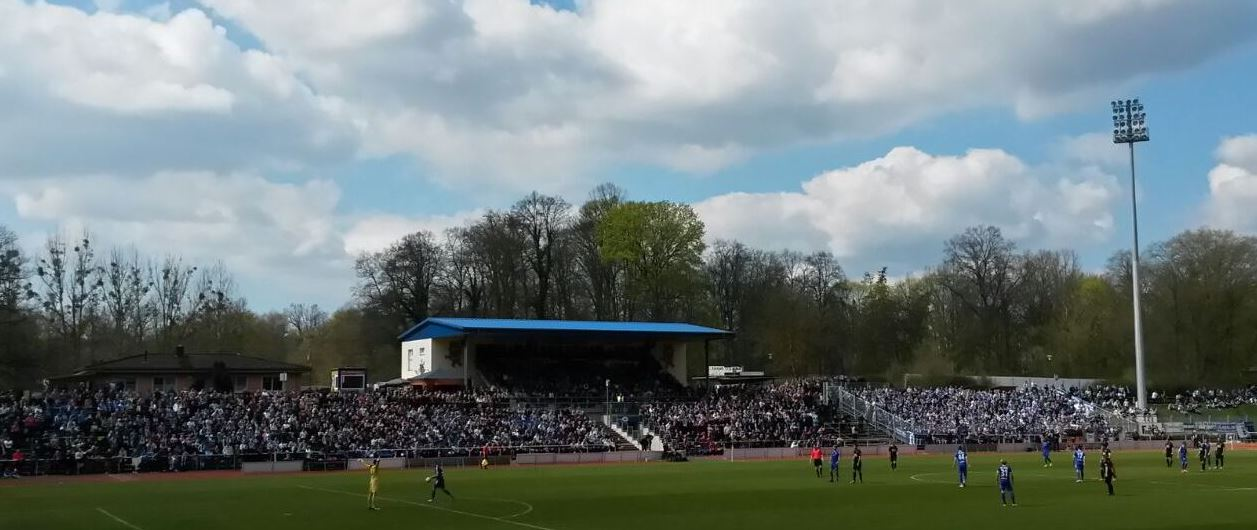
Heimspiel der TSG Neustrelitz gegen den 1. FC Magdeburg im Parkstadion im Jahr 2015

In der Regionalliga Nordost spielte die TSG in der Saison 2013/14 derart erfolgreich, dass der Verein bereits nach dem 28. Spieltag als Meister feststand. Damit durfte die TSG Neustrelitz an der Aufstiegsrunde zur 3. Liga teilnehmen. Dort traf die Mannschaft auf die zweite Mannschaft des 1. FSV Mainz 05, die den zweiten Startplatz für die Regionalliga Südwest wahrnahm, nachdem der SC Freiburg mit seiner zweiten Mannschaft schon im Voraus auf eine mögliche Teilnahme an den Relegationsspielen verzichtet hatte. Hin- und Rückspiel gingen jedoch verloren (0:2, 1:3), so dass der Aufstieg verpasst wurde.
In den beiden Folgejahren beendete die TSG Neustrelitz die Saison jeweils auf dem 8. Platz, wobei sich das Team durch seine Heimstärke auszeichnete. Die Saison 2016/17 beendete man jedoch abgeschlagen auf dem 18. und damit letzten Platz. Obwohl sie sportlich abgestiegen war, verblieb die TSG in der Regionalliga, da sich mit der zweiten Mannschaft von RB Leipzig und dem FC Schönberg 95 zwei Mannschaften aus der Regionalliga Nordost zurückzogen. Der Abstieg in die Oberliga Nordost erfolgte ein Jahr später, nach der Saison 2017/18. Seitdem stabilisierte sich das Team wieder in der fünftklassigen Oberliga Nordost (Staffel Nord). 2022 wurde vor heimischer Kulisse der Landespokal im Finale gegen den Greifswalder FC gewonnen. In der 1. Runde des DFB-Pokals traf die TSG erneut auf den Karlsruher SC und verlor mit 0:8.

### Bilanz im gesamtdeutschen Fußball seit 1991
| Saison    | Liga                                  | Ebene | Platz | Tore   | Punkte | Anmerkung  |
| 1991/92   | Landesliga Mecklenburg-Vorpommern     | 4     | 03.   | 59:33  | 38:22  |            |
| 1992/93   | Landesliga Mecklenburg-Vorpommern     | 4     | 10.   | 52:62  | 31:33  |            |
| 1993/94   | Landesliga Mecklenburg-Vorpommern     | 4     | 13.   | 49:56  | 24:36  |            |
| 1994/95   | Landesliga Mecklenburg-Vorpommern     | 5     | 14.   | 42:68  | 20:40  | Abstieg ▼  |
| 1995/96   | Landesliga Mecklenburg-Vorpommern Ost | 6     | 01.   | 79:8   | 74     | Aufstieg ▲ |
| 1996/97   | Verbandsliga Mecklenburg-Vorpommern   | 5     | 01.   | 103:28 | 75     | Aufstieg ▲ |
| 1997/98   | Oberliga Nordost Nord                 | 4     | 11.   | 44:62  | 34     |            |
| 1998/99   | Oberliga Nordost Nord                 | 4     | 14.   | 37:62  | 31     |            |
| 1999/2000 | Oberliga Nordost Nord                 | 4     | 16.   | 28:80  | 13     | Abstieg ▼  |
| 2000/01   | Verbandsliga Mecklenburg-Vorpommern   | 5     | 03.   | 80:38  | 60     |            |
| 2001/02   | Verbandsliga Mecklenburg-Vorpommern   | 5     | 01.   | 77:24  | 72     | Aufstieg ▲ |
| 2002/03   | Oberliga Nordost Nord                 | 4     | 13.   | 44:67  | 42     |            |
| 2003/04   | Oberliga Nordost Nord                 | 4     | 10.   | 41:50  | 43     |            |
| 2004/05   | Oberliga Nordost Nord                 | 4     | 13.   | 30:51  | 32     |            |
| 2005/06   | Oberliga Nordost Nord                 | 4     | 14.   | 34:52  | 30     |            |
| 2006/07   | Oberliga Nordost Nord                 | 4     | 13.   | 25:30  | 33     |            |
| 2007/08   | Oberliga Nordost Nord                 | 4     | 10.   | 40:47  | 30     |            |
| 2008/09   | Oberliga Nordost Nord                 | 5     | 04.   | 51:43  | 46     |            |
| 2009/10   | Oberliga Nordost Nord                 | 5     | 06.   | 70:38  | 52     |            |
| 2010/11   | Oberliga Nordost Nord                 | 5     | 04.   | 56:28  | 58     |            |
| 2011/12   | Oberliga Nordost Nord                 | 5     | 04.   | 51:24  | 54     | Aufstieg ▲ |
| 2012/13   | Regionalliga Nordost                  | 4     | 08.   | 41:39  | 40     |            |
| 2013/14   | Regionalliga Nordost                  | 4     | 01.   | 65:30  | 70     |            |
| 2014/15   | Regionalliga Nordost                  | 4     | 08.   | 46:41  | 38     |            |
| 2015/16   | Regionalliga Nordost                  | 4     | 08.   | 53:42  | 51     |            |
| 2016/17   | Regionalliga Nordost                  | 4     | 18.   | 30:80  | 11     |            |
| 2017/18   | Regionalliga Nordost                  | 4     | 17.   | 36:75  | 27     | Abstieg ▼  |
| 2018/19   | Oberliga Nordost Nord                 | 5     | 10.   | 37:46  | 37     |            |
| 2019/20   | Oberliga Nordost Nord                 | 5     | 05.   | 29:27  | 32 1   |            |
| 2020/21   | Oberliga Nordost Nord                 | 5     | 09.   | 19:15  | 13 1   |            |
| 2021/22   | Oberliga Nordost Nord                 | 5     | 05.   | 44:25  | 58 1   |            |
| 2022/23   | Oberliga Nordost Nord                 | 5     | 08.   | 55:54  | 47     |            |
| 2023/24   | Oberliga Nordost Nord                 | 5     | 05.   | 55:46  | 43     |            |
| 2024/25   | Oberliga Nordost Nord                 | 5     | 07.   | 56:48  | 45     |            |

## Erfolge
- Meister der Regionalliga Nordost 2013/2014
- 10 × Bezirksmeister Neubrandenburg
- 2 × Landesmeister Mecklenburg-Vorpommern (1997, 2002)
- 4 × Mecklenburg-Vorpommern-Pokal (2007, 2008, 2013, 2022)

- Ewige Tabelle der DDR-Liga: 107. Platz
- Ewige Tabelle der Bezirksliga Neubrandenburg: 1. Platz
- Ewige Tabelle der Verbandsliga Mecklenburg-Vorpommern: 19. Platz
- Ewige Tabelle der Oberliga Nordost 13. Platz
- Ewige Tabelle der Regionalliga Nordost: 14. Platz

## Zweite Mannschaft
Die TSG Neustrelitz II spielte lange Zeit in der Landesliga Mecklenburg-Vorpommern (Staffel Ost), ehe 2015 der Aufstieg in die Verbandsliga gelang. Die Verbandsliga-Saison 2015/16 beendete man auf dem 8. Tabellenplatz.
Im August 2016, noch vor Beginn der Saison 2016/17, musste die zweite Mannschaft mangels Spielern vom Spielbetrieb abgemeldet werden. Seit 2019/20 gibt es wieder eine Zweitvertretung, die im ersten Jahr aus der Kreisliga aufstieg und seither in der Kreisoberliga spielt.

## Maskottchen
Das Maskottchen der TSG Neustrelitz heißt seit Oktober 2013 „Mecki“. Es handelt sich dabei um einen blauen Mecklenburger Stier.

## Stadien
Die TSG Neustrelitz verfügt über drei Stadien. Das größte ist mit 7000 Plätzen (davon ca. 700 Sitzplätze) das Parkstadion (Lage). Hier finden die Spiele der ersten Mannschaft des Vereins statt. Es verfügt auch über einen V.I.P.-Bereich. Im Jahr 2016 wurde das Parkstadion mit einem neuen Gästeblock und einer kleinen Gegengerade ergänzt. 
Zwei weitere Stadien der TSG sind das Rudolf-Harbig-Stadion (Kunstrasen, ca. 3500 Plätze)(Lage) sowie der Jahn-Sportpark (ca. 1000 Plätze)(Lage).
Bis mindestens 1945 wurde der Sportplatz (Lage) nördlich des Glambecker Sees genutzt.

## Fankultur
Die Fans der TSG Neustrelitz sind im Block D beheimatet, seit dem Neubau mitunter auch auf der Gegengeraden. Sozialpädagogisch begleitet wurden die Fans von 2015 bis 2024 durch das nach dem NKSS eingerichteten Fanprojekt der Arbeiterwohlfahrt. Seit Mai 2024 erfolgt die Begleitung über einen städtischen Jugendklub.
Seit 1999 hat die TSG Neustrelitz eine eigene Vereinshymne der Band Mühlenberg & Co, die vor den Heimspielen gespielt wird.

## Weitere Abteilungen
Bei der TSG Neustrelitz gibt es außerdem die Abteilungen Schach und Gymnastik.